# سازند کهریزک
سازند کهریزک از سازندهای زمین‌شناسی ایران با سن پلیستوسن در البرز است. نام این سازند از کوه کهریزک در جنوب تهران گرفته شده است. محل برش این سازند توسط ریبن در تهران مطالعه شده است و ضخامت کمی دارد. سازند کهریزک آبرفتی استو در شمال تهران، باغ فیض، شهرک غرب، دانشگاه شهید بهشتی و جنوب تهران (ری و کهریزک) دانه‌ریز است. این سازند به‌صورت دگرشیب بر روی سازند هزاردره و در زیر سازند آبرفتی تهران قرار دارد.
سازند کهریزک، در واقع مجموعه‌ای از مخروط‌افکنه‎های کوه‌های البرز است که ضخامت آن به سمت جنوب کم می‌شود. وجود قطعه‌سنگ‌های بزرگ و به‌شدت فرسوده در قسمت پایینی این سازند را نشانه‌ای از حمل یخچالی دانسته‌اند. در این سازند، لایه‌های چندی از خاک قدیمی و شبه ‎لاتریتی نیز دیده می‌شود که ممکن است نشان‌دهنده دگرگونی آب و هوا و اثر هوای گرم‌تر باشد.